# Атлас (предаване)
Вижте пояснителната страница за други значения на Атлас.
„Атлас“ е телевизионно предаване на Българската национална телевизия, което запознава зрителите с географски, исторически и културни забележителности от цял свят, както и с големи планински, морски и спелеоложки експедиции.
Първата емисия на предаването е на 6 октомври 1968 г. с водещ проф. Тянко Йорданов. То е наследник на рубриката „Пътуване без паспорт“. Дългогодишен (от 1985 година) продуцент и водещ е пътешественикът Симеон Идакиев. Той е в екипа на предаването от 1980 г.
Екипите на предаването са посещавали многократно всички континенти, включително Антарктида. В студиото на „Атлас“ са гостували стотици български и чуждестранни учени и пътешественици като Тур Хейердал, Ален Бомбар, Жак-Ив Кусто, Юрий Сенкевич и много други.
За начален сигнал се използва „Африканска симфония“ на американски музикант, продуцент и композитор Ван МакКой.
Редовни рубрики в предаването са:
- „Непознатата България“
- „Тайни и загадки“
- „Приключения и експедиции“
- „Любопитно от света на природата“
- „Атлас по света“[2]